# Chemischer Laser
Ein chemischer Laser ist ein Laser, der auf einer exoenergetischen chemischen Reaktion basiert. Die frei werdende Energie sollte in einem der Reaktionsprodukte eine Besetzungsinversion erzeugen, also eine stärkere Besetzung eines höheren (Schwingungs-)Zustands als eines niedrigeren, die sich somit nicht im thermischen Gleichgewicht befindet. Das deshalb daraufhin emittierte (Infrarot-)Licht wird dann verstärkt, wenn es durch Spiegel ins Medium zurückgekoppelt wird. Auf diese Weise verstärkt, verlässt das Licht  als Laserstrahlung den Resonator.
Die drei Hauptbestandteile des chemischen Lasers sind dabei:
- das Lasermedium, ein molekulares Gas,
- die Energie liefernde chemische Reaktion, die als Pumpquelle die Besetzungsinversion und damit die Lichtverstärkung liefert,
- der Resonator: zwei reflektierende Spiegel, die als rückkoppelnde Elemente die Laserstrahlung erzeugen.

## Funktionsprinzip
Chemische Laser sind vom Typ her Infrarot-Laser, da die Moleküle im Infrarotbereich des Spektrums zu Schwingungen angeregt werden. Theoretische Grundlage für Laser im Allgemeinen ist die stärkere Besetzung von höheren Energieniveaus der Moleküle als von niedrigeren. Man spricht dabei von Besetzungsinversion. Das ermöglicht stimulierte Emission (Laserstrahlung).
Chemische Laser nutzen die Reaktionsenergie einer chemischen Reaktion, meist zwischen gasförmigen Medien, welche größtenteils in Form von Schwingungsenergie von Reaktionsprodukten gespeichert ist (siehe Molekülschwingung). Die Laserübergänge sind daher oft Schwingungs-Rotationsübergänge innerhalb des elektronischen Grundzustandes im entsprechenden Wellenlängenbereich zwischen 2,5 und 10 µm. Die kohärente Strahlung stammt also aus chemischer Energie. Die Freisetzung der Energie wird ausgelöst durch nur geringe oder gar keine Zufuhr von elektrischer oder Licht-Energie.
Chemische Laser können gepulst oder meistens auch kontinuierlich betrieben werden. Im gepulsten Fall befindet sich im Beispiel der Halogenwasserstoff-Laser ein Gasgemisch (mit H2 und Halogenquelle) zwischen den Resonatorspiegeln, und eine elektrische Entladung oder eine Blitzlampe erzeugt die Halogenatome, so dass die Reaktion startet. Das Gas wird vor jedem Puls erneuert.
Ein kontinuierlicher Fluor- oder Chlor-Wasserstoff-Laser erfordert eine schnelle Gasströmung. Wasserstoff und die durch eine Gasentladung erzeugten Fluor- oder Chloratome strömen durch Düsen ein. Im Reaktionsrohr bilden sich dabei die angeregten Halogenwasserstoff-Moleküle. Senkrecht dazu sind zwei reflektierende Spiegel angeordnet, die den Laserresonator bilden. Kontinuierlich betriebene chemische Halogenwasserstoff-Laser haben eine eingeschränkte Zahl von Übergängen (Wellenlängen) im Vergleich zu gepulst betriebenen.
Falls F2 oder Cl2 als Quelle für die Halogenatome (Hal) benutzt wird, trägt nicht nur die Reaktion von Hal mit H2 zur Besetzungsinversion bei, sondern auch die Reaktion von H mit Hal2 (siehe unten). In diesem Fall läuft eine Kettenreaktion ab, und der überwiegende Teil der frei gesetzten Energie stammt aus den chemischen Reaktionen. 
Praktische Lasersysteme sind also meist keine rein chemischen Laser, da die reagierenden Atome oder Moleküle oft durch eine elektrische Entladung, Photolyse, Elektronenstrahlanregung usw. präpariert werden.
In den USA wurden wegen der umweltschädlichden Ausgangschemikalien 2012 Forschungen an chemischen Lasern gestoppt, und man ging zur Forschung mit von Laserdioden-gepumpten Alkalilasern über.

## Typen

### Chlor-Wasserstoff-Laser
Ein Beispiel für einen chemischen Laser ist der Chlor-Wasserstoff-Laser (HCl-Laser), der auf folgender Reaktionssequenz basiert:
{\displaystyle \mathrm {Cl_{2}+h\nu \longrightarrow 2Cl^{*}} }
{\displaystyle \mathrm {Cl+H_{2}\longrightarrow HCl+H} }
{\displaystyle \mathrm {H+Cl_{2}\longrightarrow HCl+Cl} }
wobei {\displaystyle \mathrm {h\nu } } das Photon aus dem UV-Licht der Blitzröhre ist. Die beiden nächsten Gleichungen beschreiben eine Kettenreaktion. Das entstehende HCl ist hoch schwingungsangeregt. Für gepulste HCl-Laser wird gerne Blitzlicht verwendet, obwohl sich auch elektrische Entladungen für die Erzeugung von Chlor-Atomen eignen.
| Laser                  | Wellenlänge in μm |
| ---------------------- | ----------------- |
| Fluorwasserstoff (HF)  | 2,6–3,3           |
| Chlorwasserstoff (HCl) | 3,7–4             |
| Deuteriumfluorid (DF)  | 3,6–4,2           |
| Bromwasserstoff (HBr)  | 4,0–4,6           |

### Fluor-Wasserstoff-Laser
Chemische Reaktionen können so ablaufen, dass als Endprodukt ein Molekül in einem angeregten Schwingungszustand des Elektronengrundniveaus entsteht. So ist z. B. die Reaktion, die zur Fluorwasserstoff-Bildung führt, exotherm:
{\displaystyle \mathrm {F+H_{2}\longrightarrow H+HF} }
mit ΔH = 132 kJ/mol
Der Energieüberschuss ΔH geht mit nahezu 70 % in die Anregung der Schwingungsniveaus des HF-Moleküls. Durch Übergänge zwischen diesen Niveaus mit verschiedener Quantenzahl v entsteht bei der chemischen Reaktion Strahlung. Die Anregung ist selektiv, so dass Besetzungsinversion zwischen den Schwingungsniveaus erreicht wird.
Der Laser-Emission liegt bei einer Wellenlänge von 2,6–3,5 μm, bestehend aus einer Reihe verschiedener Wellenlängen, die durch Rotations-Schwingungs-Übergänge erzeugt werden. Bei einer Reaktionsenthalpie (ΔH) von 132 kJ/mol hat man für die Vibrationsenergieniveaus 0,1,2,3 eine Häufigkeitsverteilung von 1:2:10:8,
bei ΔH = 410 kJ/mol für die Schwingungsenergieniveaus von v=1 bis v=10 eine Verteilung von
6:6:9:16:20:33:30:16:9:6:6.
Der Wasserstoff-Fluorid-Laser funktioniert ähnlich wie der Reaktionszyklus des HCl-Lasers und analog dazu der DF-Laser, bei dem Wasserstoff durch Deuterium ausgetauscht ist. Der Hauptunterschied zum HCl-Laser besteht darin, dass in der Anfangsreaktion die freien Fluorradikale bei einer elektrischen Entladung durch Elektronenbeschuss einer Substanz erzeugt werden, die weniger gefährlich ist als F2, wie zum Beispiel SF6. Sauerstoffgas, das sich ebenfalls in der Reaktionsmischung befindet, setzt den dabei freigewordenen Schwefel zu SO2 um. Nur ungefähr 1 % des Reaktionsgases strömt dabei durch den Laser. Für militärische Anwendungen benutzte man aber F2 als Fluoratomquelle; die dadurch mögliche Kettenreaktion erlaubte Dauerleistungen im Megawatt-Bereich. 
HF-Laser wurden für Anwendungen in der Raketenabwehr gebaut, sind aber zu diesem Zweck selten eingesetzt worden. Auch Anwendungen im Bereich der Materialbearbeitung und der Spektroskopie sind möglich.

### Fotochemischer Iodlaser
Ein typisches Gas für den fotochemischen Iodlaser ist 2-Iodheptafluorpropan, das als Flüssigkeit gelagert wird und in ein Quarzglas-Laserrohr als Gas mit einem Druck von 30 bis 300 mbar gefüllt wird und mit Puffergas verdünnt werden kann. Blitzlampen befinden sich außerhalb des Rohrs. Dabei findet folgende Reaktionssequenz statt:
{\displaystyle \mathrm {C_{3}F_{7}I+h\nu \longrightarrow C_{3}F_{7}+I*} }
{\displaystyle \mathrm {I*\longrightarrow I+h\nu } }
{\displaystyle \mathrm {C_{3}F_{7}+I+M\longrightarrow C_{3}F_{7}I+M} }
Das Blitzlicht (um 260 nm) erzeugt fast ausschließlich angeregte Iod-Atome (I*, 2P1/2, Besetzungsinversion), die durch Emission von 1,315 µm in den Grundzustand (2P1/2) übergehen. Die Regeneration des Lasermediums (dritte Gleichung) ist nicht hundertprozentig. Es bildet sich neben C6F14 auch molekulares I2, das ein starker Deaktivator für I* ist.
Fotochemische Iodlaser sind gepulst. Sie sind Lasertypen, mit denen auch Experimente zur Kernfusion gemacht werden.

### Chemischer Sauerstoff-Iod-Laser (COIL)
Der chemische Sauerstoff-Iod-Laser (englisch chemical oxygen iodine laser, COIL), eine Variation des Iodlasers, emittiert Laserstrahlung bei einer Wellenlänge von 1,315 µm. Nach der Erstveröffentlichung (P. V. Avizonis 1988) auf einer Konferenz findet sich eine frühe Zusammenfassung in einem Kapitel in dem Buch von Basov.
Zunächst wird durch eine chemische Reaktion (Cl2 + HOO−) (oder durch eine elektrische Entladung) Singulettsauerstoff (1Δ O2) erzeugt, also angeregte Sauerstoffmoleküle. Die Anregungsenergie wird in Stößen auf Iodatome übertragen. Die Energieübertragung ist exotherm, wodurch es zur Besetzungsinversion zwischen dem Grundzustand I(2P3/2) und dem elektronisch angeregten Zustand I(2P1/2) kommt. Außerdem reicht die Energie zur Dissoziation der gasförmigen Iodmoleküle.
Das ganze im Resonator befindliche laseraktive Gemisch hat eine Strömungsgeschwindigkeit, die der doppelten Schallgeschwindigkeit entspricht. Dadurch wird eine effiziente Besetzungsinversion bei niedriger Temperatur und geringem Druck erreicht. Wegen der niedrigen Dichte ist das Medium optisch homogen, so dass das Strahlungsfeld im Resonator nicht beeinträchtigt wird. Das chemische Sauerstoff-Iod-Lasersystem zeichnet sich durch seine hohe Strahlqualität bei gleichzeitig hoher Laserleistung aus.
Der Sauerstoff-Iod-Laser wird kontinuierlich betrieben und wird zur Materialbearbeitung benutzt. 